# Jiří Purkyně
Jiří Purkyně (7. října 1898 Louny – 15. září 1942 Mnichov) byl český středoškolský profesor, komunista, protinacistický odbojář a pravnuk Jana Evangelisty Purkyně.

## Život

### Mládí a studium
Po maturitě na slánském reálném gymnáziu studoval Jiří Purkyně po vzoru svého otce Otakara Purkyně pražskou lékařskou fakultu. Po čtyřech semestrech přestoupil na filozofickou fakultu a věnoval se studiu historie, filosofie a zeměpisu.
Příklon k levicovému smýšlení lze u Purkyně vysledovat již v prosinci roku 1920, kdy byl přímým svědkem střelby do demonstrujících dělníků před parlamentem v době probíhající generální stávky. V roce 1922 navštívil ilegální sjezd komunistické mládeže v Berlíně. Účastnil se demonstrací proti přijetí zákona na ochranu republiky. V době studií pobýval ve Studentské kolonii na Letné. Po domovní prohlídce následující po rozpuštění Komunistického svazu mládeže na jaře 1923 odešel Purkyně z Prahy. Mezi lednem a květnem 1923 působil jako učitel v Poříčanech a od školního roku 1923/1924 nastoupil jako suplent na obchodní akademii v Hradci Králové.

### Pedagogické působení a odbojová činnost
Na královéhradecké obchodní akademii vyučoval zeměpis a dějepis. Pronášel osvětové přednášky a občasně publikoval ve vlastivědném sborníku Královéhradecko. V roce 1924 složil profesorské zkoušky a od roku 1927 byl jmenován profesorem na obchodní akademii v Hradci Králové. Ve svém pedagogickém působení často propojoval výklad učiva s aktuálními politickými otázkami. Jeho levicové zaměření bylo příčinou ústrků ze strany některých rodičů jeho studentů a členů profesorského sboru. Angažoval se v mnoha královéhradeckých i regionálních organizacích levicového či socialistického ražení (např. Klub inteligence, Svaz odborového studentstva). Po vypuknutí občanské války ve Španělsku se zapojil do agitační činnosti ve prospěch republikánů a podílel se na obstarávání finančních příspěvků. Spolu s malířem Josefem Heřmanem připravil sborník textů českých spisovatelů a básníků ¡No passaran!, jehož výtěžek z prodeje věnoval na podporu bojujícímu Španělsku.
V období druhé republiky vyvíjel činnost v podzemní komunistické straně a po okupaci nacistickými vojsky se stal krajským instruktorem komunistické strany. Stranou byl pověřen redakcí ilegálního časopisu Čin. Pro tuto činnost byl 5. května 1940 v budově obchodní akademie gestapem zatčen. Byl umístěn v královéhradecké vazební věznici, ale již 11. května byl propuštěn a tajnou policií sledován se záměrem zjistit jeho spolupracovníky. Podruhé byl zatčen 22. května 1940 ve svém bytě a do dubna 1941 vězněn v Hradci Králové. Následně byl přemístěn do věznice v Golnově a naposledy v roce 1942 do Mnichova, kde byl 15. října popraven za přípravu velezrady a napomáhání nepříteli.

## Posmrtné pocty
V roce 1947 byla po J. Purkyňovi pojmenována obchodní akademie v Hradci Králové, kde vyučoval.
V roce 1952 byla na průčelí obchodní akademie v Hradci Králové umístěna busta J. Purkyně od sochaře Ladislava Zívra.
Od roku 1955 nese Purkyňovo jméno ulice v Hradci Králové, kde se svou rodinou bydlel.

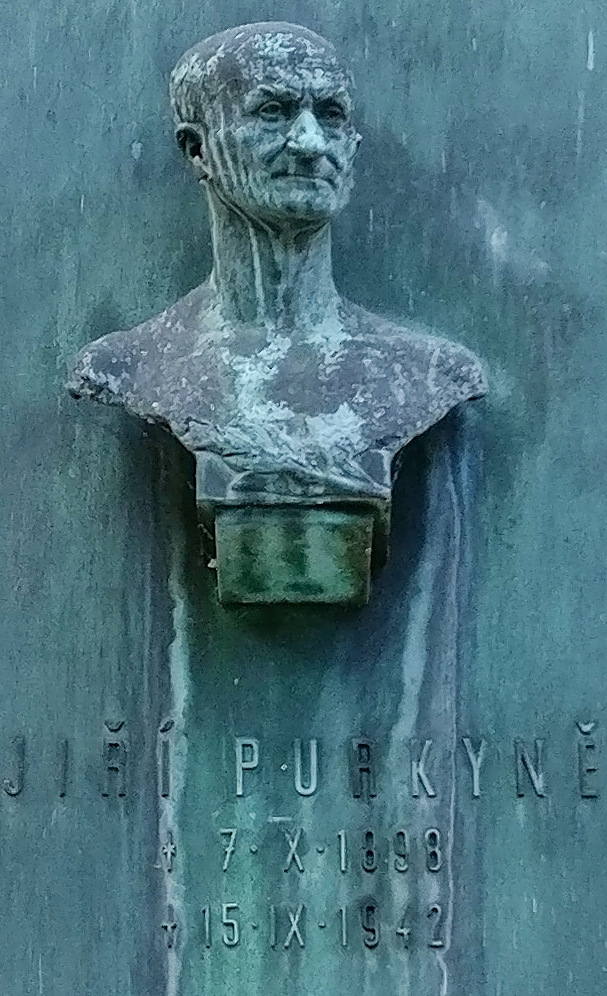
Busta J. Purkyně od L. Zívra